# Algarve Pirates
Gli Algarve Pirates sono una squadra di football americano, di Portimão, in Portogallo, fondata nel 2012.

## Dettaglio stagioni

### Tornei nazionali

#### Campionato

##### LPFA
| Stagione | regular season | regular season | regular season | regular season | regular season | regular season | playoff | playoff | playoff | playoff | playoff | playoff   | playoff    |
|          | Vin            | Par            | Per            | Tot            | PF             | PS             | Vin     | Per     | Tot     | PF      | PS      | risultato | avversaria |
| -------- | -------------- | -------------- | -------------- | -------------- | -------------- | -------------- | ------- | ------- | ------- | ------- | ------- | --------- | ---------- |
| 2016-17  | 0              | 0              | 9              | 9              | 42             | 444            | -       | -       | -       | -       | -       | -         | -          |
| Totale   | 0              | 0              | 9              | 9              | 42             | 444            | -       | -       | -       | -       | -       |           |            |

Fonti: Sito APFA- A cura di Roberto Mezzetti;